# Crotalaria huillensis
Crotalaria huillensis är en ärtväxtart som beskrevs av Paul Hermann Wilhelm Taubert. Crotalaria huillensis ingår i släktet sunnhampor, och familjen ärtväxter.

## Underarter
Arten delas in i följande underarter:
- C. h. huillensis
- C. h. zambesiaca